# Biserica Evangheliei Depline Yoido - Coreea de Sud
Biserica Evangheliei Depline Yoido (Yoido Full Gospel Church) este o biserică penticostală aflată pe Insula Yeouido din Seul, Coreea de Sud. Având aproximativ 830.000 de membri (în 2007), Biserica Yoido este cea mai mare adunare creștină din Coreea de Sud, și din întreaga lume. Fondată și condusă de Pastorul David Yonggi Cho începând din 1958, biserica este una dintre manifestările cele mai vizibile pe plan internațional al creștinismului coreean.

## Locația și edificiul
Aflată în inima orașului Seul, Biserica Yoido se găsește chiar vizavi de Adunarea Națională Coreeană (Parlamentul). Clădirea este suficient de mare pentru a găzdui 26.000 de oameni, cu posibilitatea de a trimite persoanele care nu mai au loc, în clădirile din apropiere și care urmăresc pe ecrane uriașe desfășurarea slujbelor divine din biserica principală.

## Activitățile recente
În martie 1996, Compania Logos din Seul a publicat o colecție de 21 de volumule de predici ale Pastorului David Yonggi Cho, lansate după o slujire de treizeci și opt de ani. Ceea ce biserica a privit ca o onoare și o încununare a existenței și activității sale, s-a întâmplat în septembrie 1992, când Pastorul Cho a fost ales Președinte al Adunărilor lui Dumnezeu Mondiale (Penticostale) (World Assemblies of God Fellowship). Aceasta a fost prima dată când conducerea internațională a denominațiunii de cincizeci de milioane de membri din șaizeci de țări a trecut din mâini americane. El a slujit în această calitate până în august 2000. Pastorul David Yonggi Cho este acum ajutat de un total de 171 de pastori asociați și 356 de pastori secundari și continuă să conducă Biserica Evangheliei Depline Yoido, al cărei statut de cea mai mare adunare (congregație) din lume, a fost recunoscut de Cartea Recordurilor Guinness.